# Institut Kashofu
L'Institut Kashofu est une institution catholique d’enseignement secondaire sise sur l'île d'Idjwi, dans la R.D. du Congo, fondé en 1990 par l'Archidiocèse de Bukavu et dirigé à partir de 1993 par les sœurs de la Compagnie de Marie-Notre-Dame. Il est mixte et compte deux internats.

## Situation

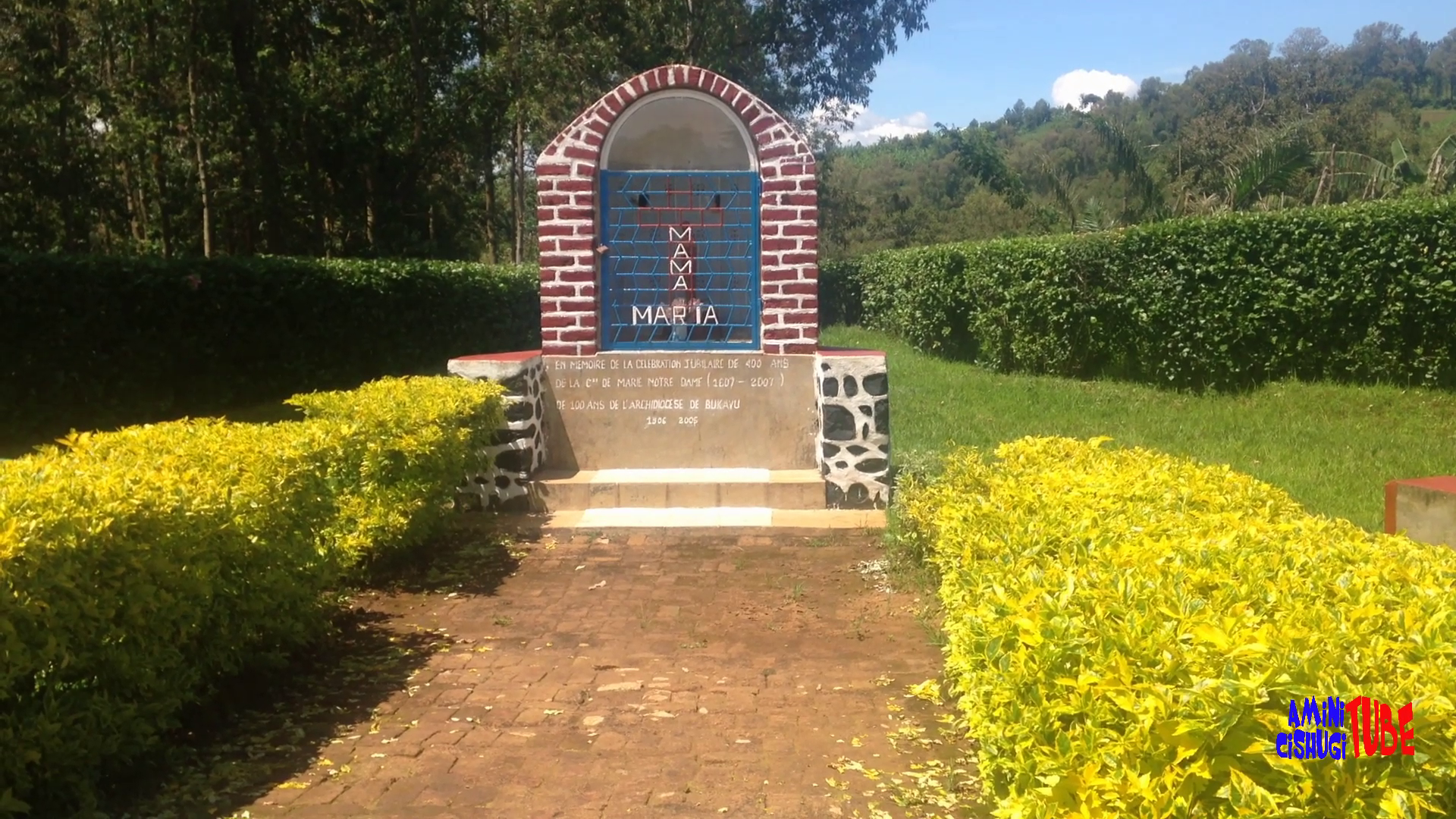
La grotte de Kashofu devant l'Institut Kashofu en 2019.

L'Institut Kashofu est situé dans le sud de l'île d'Idjwi au bord du lac Kivu.

## Histoire
L'Institut Kashofu a été créé pour relever les nombreux défis de cette île où les familles, toujours très impliquées dans la culture traditionnelle, ne comprenaient pas l'importance des études, en particulier pour les filles.
La paroisse de Kashofu a créé en 1990 une école conventionnelle, catholique et mixte, qui comprenait uniquement deux options avant 2016 (enseignement général et biologie chimique). Elle a été transférée à la Compagnie de Marie Notre Dame en 1993.

## Mission
L'Institut Kashofu œuvre pour la formation intégrale des jeunes, en relation avec la paroisse, et autour d'un projet éducatif bien défini : rencontres pédagogiques et activités de SERNAFOR, collaboration des laïcs et des religieux, attention aux étudiants les plus défavorisés, promotion des études secondaires et universitaires auprès des jeunes, en particulier des filles. Tous sont mobilisés pour participer aux activités de la paroisse et des mouvements d'action catholique.

## Sections organisées

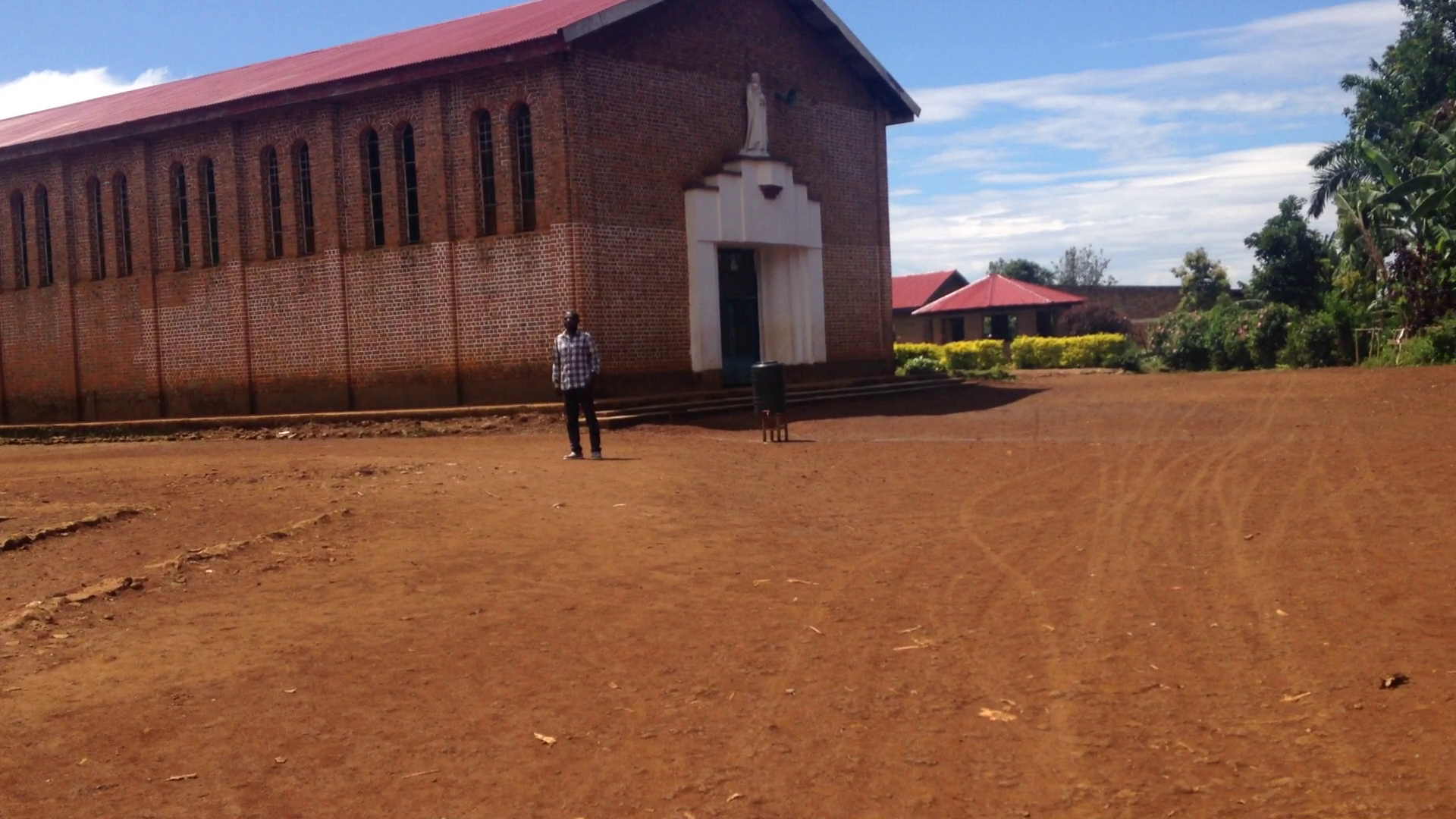
La paroisse de Kashofu.

- Pédagogie générale
- Scientifique Chimie - Biologie
- Technique commerciale et gestion

## Préfets
Sœurs préfets de l'Institut Kashofu
| Période     | Recteur                       |
| ----------- | ----------------------------- |
| Depuis 2010 | Sr. Adrienne Muhindo Lwashiga |

## Anciens élèves notable
- Amini Cishugi, écrivain congolais